# Joaquín Navarro-Valls

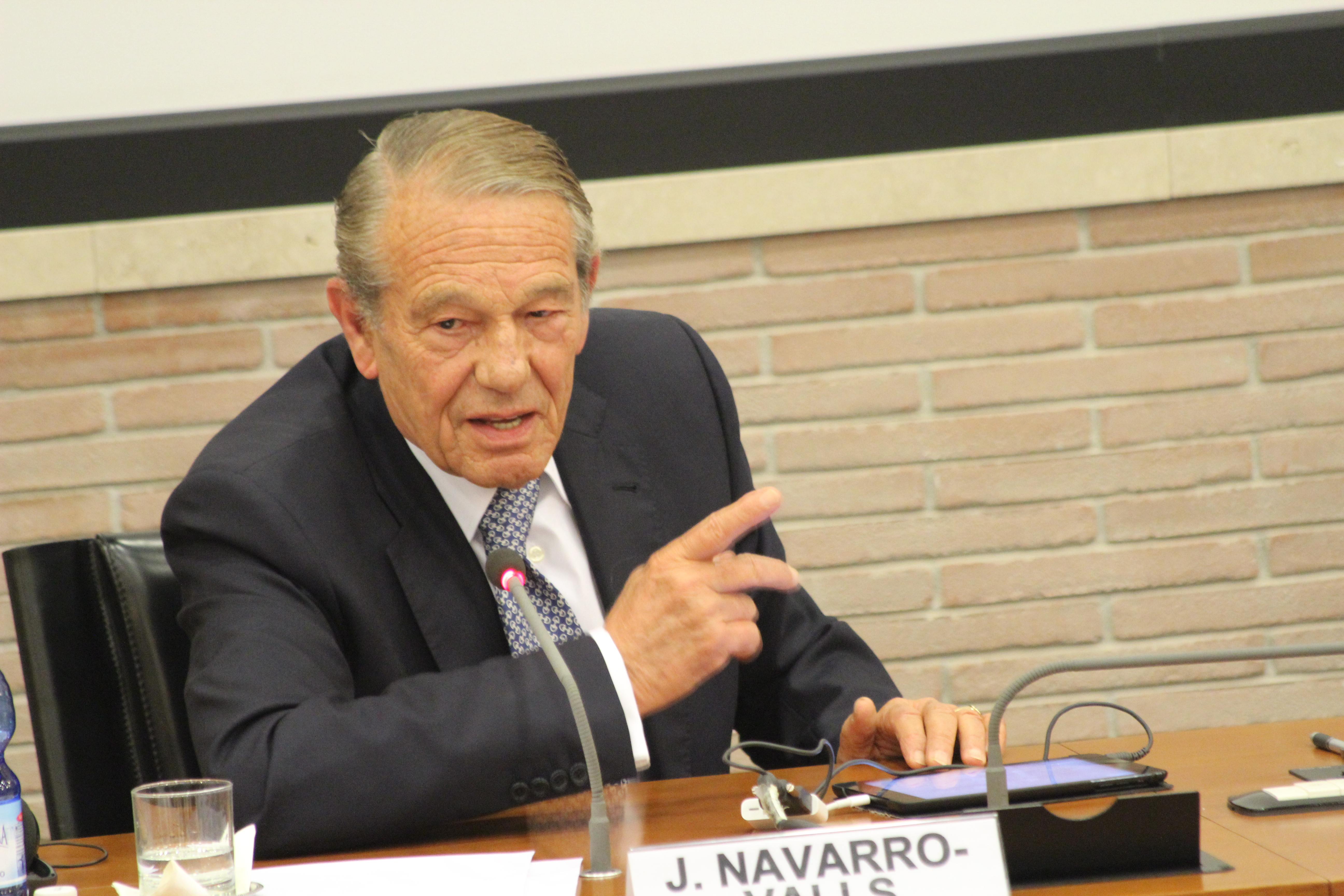
Joaquín Navarro-Valls (Juli 2014)

Joaquín Navarro-Valls (* 16. November 1936 in Cartagena, Spanien; † 5. Juli 2017 in Rom, Italien) war ein spanischer Journalist und Mediziner. Er war von 1984 bis 2006 Direktor des Pressebüros des Heiligen Stuhls.

## Leben
Nach dem Besuch der Deutschen Schule in Cartagena studierte Navarro-Valls Medizin an der Universität Granada und der Universität Barcelona, sowie Journalismus an der Universität Navarra in Pamplona Spanien. 1961 erhielt er seinen Abschluss in Innerer Medizin und Chirurgie, promovierte im Fachgebiet Psychiatrie (Titel der Dissertation: Trastornos psiquiátricos en los traumas craneales, deutsch: „Psychiatrische Erkrankungen bei Schädel-Traumata“). Er war Assistent an der Medizinischen Fakultät der Universität von Barcelona und später Leiter der Abteilung für Medizinische Pathologie in der Poliklinik. 1968 schloss er sein Studium des Journalismus und 1980 das der Kommunikationswissenschaften ab.
Seit seinem 20. Lebensjahr war Navarro-Valls Mitglied des Opus Dei, in den 1960er Jahren leitete er das Büro in Barcelona. In den frühen 1970er Jahren zog er nach Rom und arbeitete mit dem Gründer von Opus Dei, Josemaría Escrivá, in den Kommunikationsaufgaben des Opus Dei zusammen, später auch mit Álvaro del Portillo. Von 1974 bis 1977 war er Sprecher dieser Organisation und engagierte sich in verschiedenen apostolischen, sozialen und Bildungsinitiativen in Katalonien und Aragon. Zudem war er als Korrespondent für die Tageszeitung ABC tätig, insbesondere im östlichen Mittelmeer und Nahen Osten. 1983 wurde er zum Präsidenten der Associazione stampa estera, dem Verband der Auslandskorrespondenten in Rom, gewählt. Navarro-Valls lebte ehelos.
Papst Johannes Paul II. ernannte Navarro-Valls 1984 zum Direktor des vatikanischen Pressebüros. Auch begleitete er Johannes Paul II. auf den meisten der über 100 Auslandsreisen. Nach dem Tod des Papstes leitete Navarro-Valls zunächst weiterhin das Pressebüro. Nachdem er Papst Benedikt XVI. im Juni 2006 um Entbindung von seinen Pflichten gebeten hatte, trat er am 11. Juli von seinem Amt zurück. Sein Nachfolger wurde der bisherige Generaldirektor von Radio Vatikan, Pater Federico Lombardi SJ. Navarro-Valls war danach als Kolumnist für die Tageszeitung La Repubblica und für mehrere italienische und internationale Fernsehsender tätig. Seit Januar 2007 war er Vorsitzender des Beirats der mit dem Opus Dei verbundenen Privatuniversität Campus Bio-Medico in Rom.
In dem Film Papst Johannes Paul II. aus dem Jahr 2005 wird er von Giuliano Gemma gespielt.
Er starb an den Folgen einer Bauchspeicheldrüsenkrebserkrankung.

## Ehrungen und Auszeichnungen
- 1987: Silbernes Ehrenzeichen für Verdienste um die Republik Österreich (1952)
- 1988: Journalistenpreis Premio Ischia Internazionale di Giornalismo
- 1988: Komtur des Verdienstordens der Italienischen Republik
- 1992: Komtur des Nordstern-Ordens
- 1992: Großoffizier des Verdienstordens der Italienischen Republik
- 1993: Großoffizier des Ordens Bernardo O’Higgins
- 1997: Großoffizier des Ordens des Befreiers San Martin
- 2003: Großkreuz des Gregoriusordens
- 2003: Großkreuz des Ordens Isabel la Católica
- 2006: Komtur mit Stern des Verdienstordens der Republik Polen
- Verschiedene Ehrendoktorate

## Schriften
- La Manipulación publicitaria, Barcelona 1970
- La familia y el mundo actual, Barcelona 1976
- La familia y la educación. Caracas 1978
- Fumata blanca, Ediciones Rialp Madrid 1978, ISBN 84-321-1969-5
- A passo d'uomo. Mondadori, Mailand 2009
- Recuerdos y reflexiones, Random House Mondadori, Madrid 2010
- La passion de l'homme: Souvenirs, rencontres et réflexions entre histoire et actualité, Parole et Silence Paris 2010
- Rzecznik Krok w krok za Janem Pawlem II, Fronda Warschau 2011
- Begegnungen und Dankbarkeit, Mm Verlag Aachen 2011